# Château de Meung-sur-Loire
Le château de Meung-sur-Loire est une ancienne résidence fortifiée située à Meung-sur-Loire, dans le département du Loiret et la région Centre-Val de Loire, en France.
Il est construit à partir du XIIe siècle et sert tour à tour de résidence des évêques d'Orléans et de prison, dont François Villon fut le captif le plus célèbre. Le château et son parc sont classés monuments historiques depuis 1988.
L'édifice est situé dans le périmètre du Val de Loire inscrit au patrimoine mondial de l'UNESCO.

## Géographie
Le château est situé sur le territoire de la commune de Meung-sur-Loire dans le canton de Meung-sur-Loire, l'arrondissement d'Orléans, le département du Loiret et la région Centre, dans l'aire urbaine d'Orléans et la région naturelle du val de Loire.
L'édifice s'élève dans le centre-ville, à 500 m au nord de la rive droite de la Loire, 750 m au  sud de la gare SNCF de Meung-sur-Loire, à proximité de la route départementale 18.
Les lignes 8 et 9 du réseau d'autocars départemental Ulys desservent la ville de Meung-sur-Loire.

## Histoire
Un premier château est attesté, dès le début du XIIe siècle, dans la Vie de Louis VI le Gros, écrite par Suger. En effet, l'abbé de Saint-Denis raconte que l'évêque d'Orléans, vers 1103, appelle en aide le roi Philippe Ier pour lutter contre un vassal trop ambitieux : Léon de Meung. Ce dernier aurait cherché à enlever la "majeure partie de ce château et la seigneurie d'un autre". Le fils de Philippe Ier, le futur Louis VI, prête main-forte à l'évêque et assiège le château. Une fois pris, Léon de Meung se réfugie dans une église proche, peut-être s'agit-il de Saint-Liphard, pour continuer à se défendre. Mais, les archers de Louis lancent "une intolérable pluie de traits et de flammes" qui s'abat sur le seigneur de Meung. Une flèche enflammée le transperce, son corps chutant du haut de la tour, avec une soixante de ses hommes. Suger relate son dernier souffle : "Transpercés par les lances dressées et les flèches dirigées contre eux, ils transportèrent douloureusement, en exhalant leur dernier soupir, leurs misérables âmes aux enfers".
L'église Saint-Liphard, détruite par les armées du roi, est solennellement reconsacrée en octobre 1104, par Raoul, archevêque de Tours, Galon, évêque de Paris, Jean, évêque d'Orléans, et Chrétien, abbé de Saint-Liphard.
Cependant, la véritable reprise en main de la seigneurie n'intervient que sous Manassès de Garlande, évêque d'Orléans, qui reprend le pouvoir de la seigneurie au successeur de Léon II de Meung, Bouchard de Meung. À partir de 1162, Manassès entreprend la construction d'une fortification accolée à la collégiale Saint-Liphard. Cette résidence, appelée "Tour Manassès de Garlande", est destinée à servir de résidence aux évêques d'Orléans. Il en reste aujourd'hui les tours évidées qui flanquent le clocher de l'église. À partir de 1209 débute la construction d'un nouveau palais episcopal, plus important, à une cinquantaine de mètres de l'ancien qui est alors transformé en prison.
Au cours de la guerre de Cent Ans, le château devient une forteresse anglaise, commandée par John Talbot et Thomas Scales, qui sera reprise par Jeanne d'Arc et le duc Jean II d'Alençon le 14 juin 1429 au cours de la bataille de Meung-sur-Loire.
Le poète François Villon est enfermé dans la prison du château de Meung en 1461 sur ordre de l'évêque d'Orléans.
Aux alentours de 1500, un corps de bâtiment est ajouté au nord, avec une tour de pont-levis. Le château est laissé à l'abandon à partir des guerres de Religion, à la fin du XVIe siècle, jusqu'au début du XVIIIe siècle.
Le château est repris en main à partir de 1706 par l'évêque Louis-Gaston Fleuriau d'Armenonville qui entreprend de le transformer en résidence d'agrément et fait remanier les parties datant du XIIIe siècle et du début du XVIe siècle. C'est à lui qu'on doit la grande façade sud-ouest encadrant une cour d'honneur, ainsi que la construction de l'aile sud.
À partir de 1771, il est la résidence de l'évêque Louis-Sextius Jarente de La Bruyère, qui continue l'œuvre débutée par Fleuriau d'Armenonville et fait décorer le château avec faste. Une chapelle de style néo-classique, décorée de statues de François Delaistre, est ajoutée en 1784. Le parc est aménagé à l'anglaise, avec une rivière artificielle. Un petit pavillon de musique de plan octogonal, une orangerie et une glacière sont bâtis dans le parc.
À la Révolution française, il est vendu comme bien national et acquis par un propriétaire privé, Jacques-Jean Le Couteulx du Molay, dont la famille le conservera sur trois générations, jusqu'en 1859.
Le parc est classé le 16 septembre 1942. Les ruines de l'ancien château (la tour Manassès de Garlande) sont classées monuments historiques le 8 septembre 1988 ; le château et ses dépendances sont classés le 26 janvier 2004.

## Architecture
Voir ci-dessous le lien sur l'étude de l'architecture du château.